# Výbuchy komunikačních zařízení Hizballáhu
Tisíce pagerů používaných libanonskou politickou stranou a militantní skupinou Hizballáh explodovaly v Libanonu a Sýrii 17. září 2024, kolem 15:30 místního času. Nejméně 12 lidí včetně dvou dětí bylo zabito a přes 2 800 zraněno, z toho 300 vážně.
Následujícího dne, 18. září, vybuchlo v Libanonu několik vysílaček v držení členů Hizballáhu. Nejméně 20 lidí bylo zabito a 450 jich bylo zraněno. Celkem zemřelo 42 lidí a zraněných bylo asi 3 500.

## Průběh
V únoru 2024 vyzval generální tajemník Hizballáhu Hasan Nasralláh členy skupiny, aby místo chytrých telefonů používali pagery s tím, že Izrael vlastní technologie, pomocí nichž může telefony infiltrovat. Hizballáh poté koupil novou značku pagerů, které byly následně dovezeny do Libanonu.
K prvním explozím pagerů došlo v úterý 17. září 2024 v 15:30 místního času na předměstí Bejrútu Dahíja považovaného za baštu Hizballáhu. Podle svědků exploze probíhaly do 16:30. K výbuchům došlo poté, co majitelé pagerů obdrželi na svůj přístroj zprávu, která předstírala, že je odesílatelem Hizballáh. Podle agentury Reuters byly výbuchy relativně malé a obvykle zabily či zranily pouze držitele přístroje. Exploze pagerů byly zaznamenány i u jejich držitelů v Sýrii.
Během středy 18. září následovala druhá vlna útoků, při kterých majitelům explodovaly vysílačky. Některé explodovaly na pohřbech příslušníků Hizballáhu zabitých předcházející den při explozích pagerů.

## Vyšetřování
Podle prvních spekulací mohlo k výbuchům dojít vlivem přehřátí baterií. To však následně odborníci vyloučili. Podle další verze, se kterou přišel NYT, dodávku pagerů zadržely izraelské zpravodajské služby, než byly výrobky dovezeny do Libanonu. Do každého umístily výbušninu o váze několika desítek gramů a spínač, kterým bylo možné pager na dálku odpálit. Dalším vyšetřováním bylo zjištěno, že výrobce této verze pagerů, tchajwanská společnost Gold Apollo, prodala licenci na zařízení Gold Apollo AR924 maďarské společnosti BAC Consulting se sídlem v Budapešti. Ta se výrobní činností nezabývá a podle tvrzení NYT byla pouze zástěrkou pro izraelskou zpravodajskou službu.  Podle tvrzení Cristiany Barsony-Arcidiacono, jediné zaměstnankyně společnosti BAC Consulting, tato společnost pagery nevyrobila a sdělila, že je pouze prostředníkem. Maďarská vláda ve svém prohlášení sdělila, že BAC Consulting nemá v Maďarsku žádné výrobní závody. Podle New York Times pagery ve skutečnosti vyrobil Izrael.
Vysílačky, které explodovaly následující den, ve středu 18. září, byly modely od japonského výrobce Icom. Společnost však spojitost popřela s tím, že tento typ vysílaček se již od roku 2014 nevyrábí, ale na černém trhu se dají koupit kopie. Není ale jasné, kde pachatel útoku do dodavatelského řetězce zasáhl.
Podle serveru Axios mělo k odpálení zařízení dojít v úvodní fázi izraelského útoku na Hizballáh. Existovala ale obava, že Hizballáh kompromitovaná zařízení odhalí a proto byla operace spuštěna dříve.

## Zodpovědnost za exploze
Podle Hizballáhu, Íránu i libanonské vlády za útokem stojí Izrael. Nepřímo ho Izraeli připsal i turecký prezident Recep Tayyip Erdoğan, který označil za nebezpečné „další pokusy Izraele rozšířit konflikt v Gaze do dalších oblastí regionu“.  Vysoce postavený zdroj libanonských bezpečnostních složek agentuře Reuters řekl, že za explozemi stála izraelská tajná služba Mosad a že výbušniny umístila do asi 5000 pagerů. Izrael událost nekomentoval.

## Oběti a zranění
Celkem zemřelo 42 lidí a zraněných bylo asi 3 500.
Exploze pagerů při prvním útoku zabily nejméně 12 lidí včetně dvou dětí. Přes 2 800 lidí bylo zraněno, z toho 300 vážně. Asi 460 zraněných podstoupilo operaci očí nebo obličeje, v některých případech lékaři museli lidem amputovat ruce nebo prsty. Mezi zraněnými je i velvyslanec Íránu v Libanonu.
Exploze vysílaček při druhém útoku zabily nejméně 20 lidí, přes 450 jich bylo zraněno.

## Mezinárodní právo
Josep Borrell, vysoký představitel Evropské unie pro zahraniční věci a bezpečnostní politiku, zpochybnil zákonnost útoků kvůli jeho vysokým vedlejším škodám mezi civilisty, včetně úmrtí dětí. Jeanine Hennis-Plasschaertová, zvláštní koordinátorka OSN pro Libanon, rovněž vyjádřila obavy ohledně legality útoku. Belgická místopředsedkyně vlády Petra De Sutterová zašla ještě dále a označila je za „teroristický útok“. Bývalý ředitel CIA Leon Panetta také popsal útok jako „formu terorismu“.
Velká skupina zvláštních zpravodajů Organizace spojených národů ve spojení s Úřadem vysokého komisaře OSN pro lidská práva také uvedla, že útoky by mohly být válečným zločinem na základě toho, že byly „zamýšleny k šíření teroru mezi civilisty“, stejně jako tím, že nerozlišují chráněné civilisty a porušují zákazy používání nástražných pastí. Vyzvali k vyšetřování útoku.
Nástražné pasti jsou většinou zakázány podle Protokolu o minách, nástražních a jiných zařízeních („Protokol II“) Úmluvy o některých konvenčních zbraních, jejíž smluvní stranou je i Izrael. Článek 7.2 protokolu II zakazuje používání „všechny nástrahy ve formě zdánlivě neškodného přenosného předmětu, který je zvláště určen a zkonstruován tak, aby obsahoval výbušný materiál“.